# 魅蓝Note 6
魅蓝Note 6是魅族科技设计、生产并制造的智能手机，于2017年9月1日发布，运行基于安卓7.0定制的魅族Flyme系统。

## 设计

### 屏幕
Note 6正面采用了一块5.5寸 16:9的2.5D的1080p LCD弧面屏，屏幕下配腰圆键，支持指纹和mBack功能与微信和支付宝支付

### 镜头
Note6采用了由主摄像头+景深镜头组成的双彩色镜头，主摄采用了一颗搭载索尼IMX362/三星2L7的传感器的1200万镜头，搭配了f/1.9的大光圈；副摄为一颗主用于记录景深的镜头

### 设计
Note6采用了闪光灯与天线一体式的设计，4颗LED灯位于天线的中轴线，可以在照明和补光的效果外，又起到呼吸灯（当有新消息来时）的作用。
Note 6有曜石黑、孔雀青、皓月银、香槟金五种颜色。

## 性能
魅蓝Note6标配了搭载了8个2.0Ghz组成的高通骁龙625平台，集成Adreno 506图形处理器，图形性能要比上一代提升达70%左右；安兔兔跑分（v9）为150000分，Geekbench 5跑分为：单核172，多核1050。
魅蓝Note6内置4000mAh大容量电池，支持18W快充。
网路上支持全网通。

## 价格
魅蓝Note6有三个版本
3GB RAM+16GB ROM售价1099元；
3GB RAM+32GB ROM售1299元；
最高配4GB RAM+64GB ROM价格为1699元。